# Battista Farina
Giovanni Battista Pinin Farina, desde 1961 Giovanni Battista Pininfarina (Cortanze, 2 de noviembre de 1893 - Lausana, 3 de abril de 1966), fue un empresario y constructor de automóviles italiano, fundador de la sociedad limitada Carrozzeria Pinin Farina.

## Biografía

### Formación
Décimo de los once hijos de Giuseppe y Giacinta Vigna, su apodo 'Pinin' (o "Giuseppino" en piamontés) se refería a su parecido con su padre. La familia Farina es de origen astigiano y se había mudado desde Cortanze a Turín al final de siglo XIX debido a la grave crisis económica de esos años, con la esperanza de encontrar una mejor suerte a la sombra de la Mole Antonelliana. Gracias a las experiencias adquiridas en su tierra de origen sobre las antiguas tradiciones vitivinícolas, junto con la facilidad de llevar los productos a Turín a través del nuevo tranvía Asti-Cortanze, Giuseppe había emprendido el comercio minorista de vino, abriendo una pequeña tienda.
Después de asistir a la escuela elemental, Pinìn comenzó en 1906 a trabajar en el pequeño taller de carrocerías que su hermano mayor Giovanni había abierto ese año, formándose como un hábil carrocero. Pronto se convirtió en el alter ego de su hermano, con una amplia autonomía para tomar decisiones dentro de la empresa, hasta hacerse cargo de la gestión de los Stabilimenti Farina en 1928.

### Pinin Farina

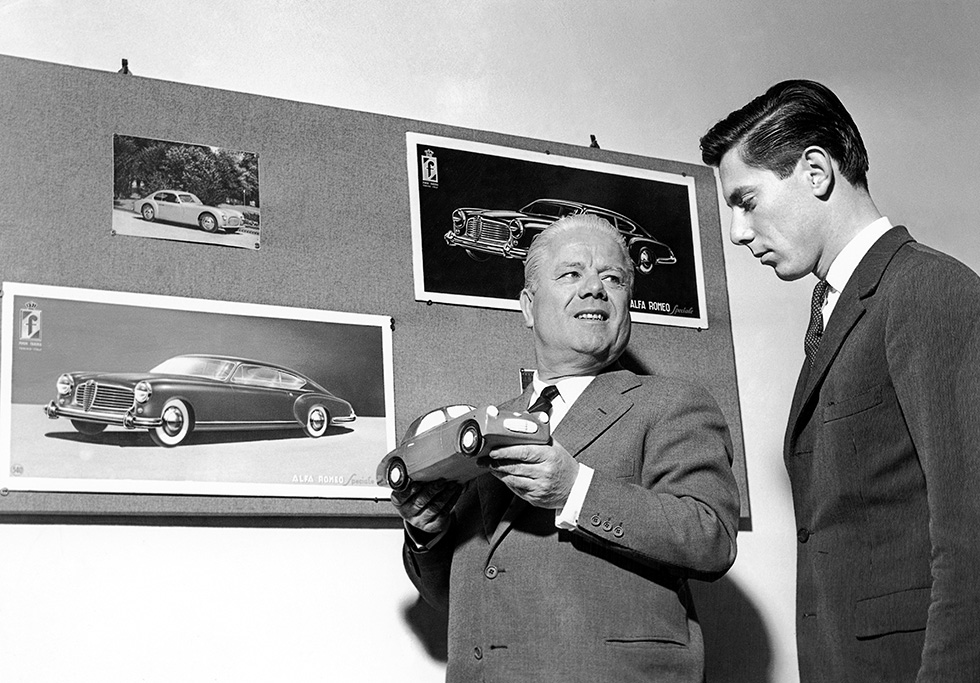
Battista Farina y su hijo Sergio en la fábrica Pininfarina (1950)

En 1930, gracias a los enormes fondos otorgados por una rica tía de su esposa, tuvo la oportunidad de iniciar su propio negocio y fundó la Società Anonima Carrozzeria Pinin Farina, junto con otros accionistas minoritarios, incluidos Vincenzo Lancia y Gaspare Bona, que luego se convertiría en Carrozzeria Pininfarina. Desde su fundación, la marca Lancia fue cliente de las fábricas de Farina y durante los veinte años que colaboraron nació una relación especial de amistad y estima mutua entre Vincenzo Lancia y Battista Farina, especialmente basada en la gran pasión por las innovaciones técnicas que animó a ambos.
Durante una década, Battista Farina trabajó casi exclusivamente para Lancia, haciendo prototipos, modelos especiales y pequeñas series, especialmente sobre los modelos "Augusta", "Astura" y "Aprilia".
Después de la Segunda Guerra Mundial, el negocio se reanudó, y a partir del comienzo de los años 1950 tuvo un éxito cada vez mayor, también gracias a su hijo Sergio y a su yerno Renzo Carli (esposo de su hija Gianna), a quien Pinin había asociado con el funcionamiento de la empresa. En el mismo período tuvo lugar el rápido declive de las fábricas de Farina, que cerraron sus puertas en 1953, mientras que Pininfarina absorbió a los trabajadores afectados.

### Salida gradual de la escena
En 1959 redujo aún más su papel corporativo, decidiendo partir para un largo viaje de placer y estudio, en el que se dedicó principalmente a su pasión por el arte, que entonces tuvo la oportunidad de satisfacer plenamente. En su viaje alrededor del mundo, recorrió 83.000 km en compañía de su amigo y asesor Giovanni Canestrini, decano del periodismo automotriz italiano. Como Canestrini escribió en el Corriere della Sera, esa fue la ocasión en la que Pinin Farina se dio cuenta de su enorme popularidad en todo el mundo. De hecho, en cada etapa del viaje, se organizaron recepciones para honrar al constructor de automóviles, a las que asistían las autoridades y los nombres más importantes del sector industrial de cada país anfitrión.
A su regreso, decidió asumir únicamente el papel de supervisor, como presidente, dejando la gestión de la empresa completamente en manos de su hijo y su yerno, a los que nombra máximos ejecutivos de la empresa el 27 de abril de 1961. Ese mismo año, Battista Farina cambió oficialmente su apellido a "Pininfarina", cuando su solicitud fue autorizada por un decreto del Presidente de la República Italiana Giovanni Gronchi, a propuesta del Ministro de Gracia y Justicia Guido Gonella.

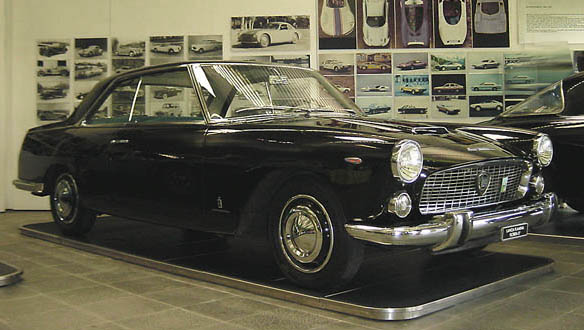
Lancia Florida II Cupé de 4 puertas de 1957, el único modelo construido sobre un chasis Lancia Aurelia B56 y el coche personal de Battista Farina

En los últimos años de su vida, Pinin dividió su tiempo entre apariciones cortas en la compañía y largos desplazamientos para visitar obras artísticas, conduciendo su Lancia Florida II, un coche de ensueño construido en 1957 para el Concurso de Elegancia de Cortina d'Ampezzo, que Pinin quería mantener como su automóvil personal. A menudo decía: «Me acuerdo del constructor de Detroit, Olds, que vivía y dormía en su automóvil. Y vivo en mi Florida».
La última creación supervisada por Pinin y realizada con un diseño de su colaborador histórico Franco Martinengo y de Aldo Brovarone, fue el Alfa Romeo "Duetto", que se exhibió por primera vez en el Salón del Automóvil de Ginebra en marzo de 1966.
Murió unas semanas más tarde en una clínica de Lausana, debido a una enfermedad incurable.

### Compromiso filantrópico
También fue un generoso filántropo, financiando obras de caridad y restauraciones artísticas. Entre las muchas intervenciones, la restauración del Buen Pastor de Turín para la acogida de niñas sin familia, un club para artistas en Turín, una escuela profesional en Grugliasco, un centro de recreo para niños en Mirafiori y la reparación del Templo de Ellesiya.

## Reconocimientos
- Cavaliere del Lavoro (16 de junio de 1953[5]

## Premios
Muchos fueron los reconocimientos y honores recibidos por Battista Farina, entre los cuales es imprescindible recordar el nombramiento de Cavaliere del Lavoro por parte de presidente Luigi Einaudi, en 1953. Al año siguiente, la "Royal Society of Arts" le otorgó el título de "Royal Designer for Industry", y en 1957 la Associazione Disegno Industriale le otorgó el Premio Compasso d'Oro. En 1963, el Politécnico de Turín le dio a Pininfarina el doctorado "honoris causa" en arquitectura y en 1965 fue galardonado con la Legión de Honor por el Presidente de Francia Charles de Gaulle.

## Archivos
Los documentos oficiales (informes de balance, informes de reuniones, estatutos y transformaciones de la compañía) de 1930 a 1966 y otros materiales principalmente de naturaleza iconográfica, se guardan en la sede de la compañía en Turín: dibujos, proyectos, croquis y "bocetos". Otra documentación relacionada con la actividad empresarial de Pinin Farina está presente en el archivo histórico conservado en el Centro de Documentación Alfa Romeo, en la colección Alfa Romeo (detalles cronológicos: 1910-1999) y en el archivo histórico Fiat, en el fondos  Fiat Auto Spa  (extremos cronológicos: 1903-1996) y  Lancia  (extremos cronológicos: 1906-1990).